# Geschichte der Arche Noah
Geschichte der Arche Noah (engl. Tale of the Ark) ist ein Kurzfilm aus dem Jahr 1909. Regisseur war der Filmpionier Arthur Melbourne-Cooper.

## Handlung
Ein kleines Mädchen träumt anhand seiner Spielfiguren die Geschichte der Arche Noah.

## Produktionsnotizen
Der Film war ein Produkt der Alpha Trading Company und wurde im Stop-Motion-Verfahren aufgenommen.